# Moderna
Moderna, geralmente Editora Moderna, é uma editora brasileira. Ela edita, publica e distribui livros didáticos, materiais de apoio e livros de literatura desde 1968, tendo se tornado uma das líderes do mercado brasileiro.

## Histórico
Fundada por Ricardo Feltre e mais dois professores em 1968, iniciou com livros para 2º grau, na década de 1980, livros infantis e ocupa atualmente lugar de destaque na literatura didática.
Em 2001, a Editora Moderna passou a integrar o Grupo Santillana, que atua na Europa e nas Américas.

## Ações institucionais
Com o objetivo de fomentar a reflexão sobre as questões mais relevantes para o futuro da Educação brasileira, a Fundação Santillana vem realizando ações e eventos em que se debate a prática docente, por meio do diálogo com reconhecidos especialistas.